# Simlås
En simlås er en elektronisk lås, der gør, at man kun kan bruge en mobiltelefon til et bestemt teleselskab.
Simlåsen blev udfaset hos de danske mobilselskaber i 2010.
| Telefon | Spire Denne artikel om (mobil-)telefoner og telefoni er en spire som bør udbygges. Du er velkommen til at hjælpe Wikipedia ved at udvide den. |